# Exacum intermedium
Exacum intermedium är en gentianaväxtart som beskrevs av J. Klackenberg. Exacum intermedium ingår i släktet Exacum och familjen gentianaväxter. Inga underarter finns listade i Catalogue of Life.